# Université Mount Saint Vincent
L'Université Mount Saint Vincent (en anglais, Mount Saint Vincent University) est une université canadienne située à Halifax, en Nouvelle-Écosse. En 2010, elle compte près de 5 000 étudiants et a été fondée en 1873.

## Étudiants renommés
- Karen Casey (1947-), femme politique
- Mayann Francis, Lieutenante-gouverneur de Nouvelle-Écosse
- Donald Gay (1950-), homme politique